# 杖ホルダー
杖ホルダー（つえホルダー）あるいは松葉杖ホルダーとは杖や松葉杖を取り付けて、収納や保管をできるようにするための器具。壁に取り付けられることが多い。

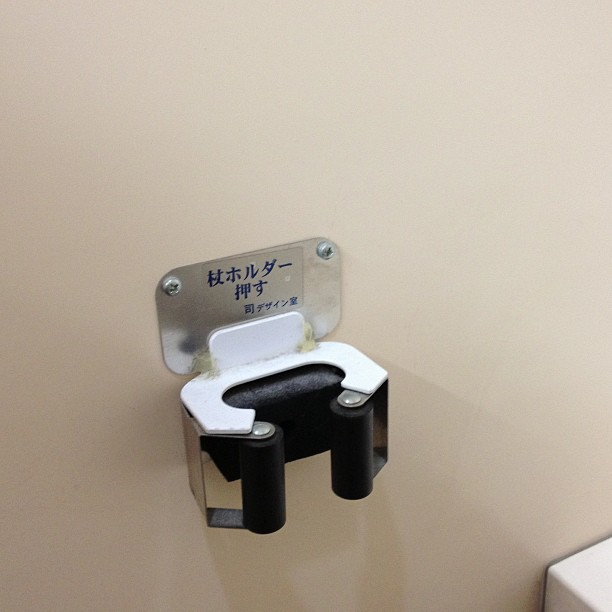
日本のトイレにある杖ホルダー

ホルダーは、モップシャフト、園芸工具用シャフト、釣り竿などの他の工具や付属品の即席保管としてや、一般的な工具ホルダーとしても使用される。ホルダーのクランプは、多くの場合、Ø15-20mm、Ø20-30mm、Ø30-40mmなどのチューブの直径などとなっている。
一部の杖ホルダーは、代わりに、杖自体に恒久的または半恒久的に取り付けられるフックとして設計されている。このようなタイプでは、杖をテーブルの端などから引っ掛けることができるという特徴がある。